# Чжунвэй
Чжунвэ́й (кит. упр. 中卫, пиньинь Zhōngwèi, буквально: «Центральный гарнизон») — городской округ в Нинся-Хуэйском автономном районе КНР. 

## Этимология
Название означает «Центральный гарнизон» и происходит от того, что во времена империи Мин в этих местах располагался Нинсяский центральный гарнизон.

## География
Чжунвэй расположен у северной окраины пустыни Тэнгэли, на юге граничит с рекой Хуанхэ.

## История
Когда царство Цинь завоевало все остальные царства, создав первую в истории Китая централизованную империю, эти земли вошли в состав округа Бэйди (北地郡). При империи Западная Хань они вошли в состав округа Аньдин (安定郡). Во II веке эти места были захвачены гуннами, и надолго перешли под власть кочевников.
После того, как при империи Северная Вэй китайские войска вновь завоевали эти места, они вошли в состав округа Минша (鸣沙郡) области Линчжоу (灵州). При империи Северная Чжоу они оказались в составе области Хуэйчжоу (会州). При империи Суй здесь были созданы уезды Минша (鸣沙县) и Фэнъань (丰安县). В XI веке эти земли вошли в состав тангутского государства Си Ся. После того, как государство тангутов в XIII веке было уничтожено монголами, эти земли вошли в состав области Инли (应理州).
При империи Мин в 1376 году был учреждён Нинсяский гарнизон (宁夏卫), а в 1403 году в этих местах был учреждён Нинсяский центральный гарнизон (宁夏中卫). При империи Цин военно-административные структуры района Великой стены были преобразованы в гражданские, и в 1724 году Нинсяский центральный гарнизон был преобразован в уезд Чжунвэй (中卫县) Нинсяской управы (宁夏府) провинции Ганьсу; уезд Хайюань был подчинён Пинлянской управе (平凉府).
В 1920 году уезд Хайюань стал эпицентром разрушительного землетрясения.
В 1929 году была создана провинция Нинся, и уезд Чжунвэй вошёл в её состав. В 1933 году восточная часть уезда Чжунвэй была выделена в отдельный уезд Чжуннин (中宁县).
В 1953 году уезды Сицзи, Хайюань и Гуюань были объединены в Сихайгу-Хуэйский автономный район (西海固回族自治区) провинции Ганьсу. Осенью 1954 года провинция Нинся была присоединена к провинции Ганьсу, и уезды Чжунвэй и Чжуннин вошли в состав Специального района Иньчуань (银川专区). В 1955 году Сихайгу-Хуэйский автономный район был переименован в Гуюань-Хуэйскую автономную область (固原回族自治州) провинции Ганьсу. В 1958 году был образован Нинся-Хуэйский автономный район, и эти земли вошли в его состав: уезд Хайюань вошёл в состав Специального района Гуюань (固原专区), а уезды Чжунвэй и Чжуннин перешли в непосредственное подчинение властям автономного района. В 1970 году специальный район Гуюань был переименован в Округ Гуюань (固原地区). В 1972 году в составе Нинся-Хуэйского автономного района был создан Округ Иньнань (银南地区), и уезды Чжунвэй и Чжуннин вошли в его состав.
В 1998 году округ Иньнань был преобразован в городской округ Учжун; округ Гуюань в 2002 году стал городским округом Гуюань.
Постановлением Госсовета КНР от 31 декабря 2003 года из уездов Чжунвэй, Чжуннин и Хайюань был образован городской округ Чжунвэй; уезд Чжунвэй был при этом преобразован в район Шапотоу.

## Административно-территориальное деление
Городской округ Чжунвэй делится на 1 район, 2 уезда:
| Карта | #     | Статус  | Название | Иероглифы      | Пиньинь | Площадь (км²) | Население (2006) |
| ----- | ----- | ------- | -------- | -------------- | ------- | ------------- | ---------------- |
|       |       |         |          |                |         |               |                  |
| 1     | Район | Шапотоу | 沙坡头区 | Shāpōtóu qū    | 5922    | 352 000       |                  |
| 2     | Уезд  | Чжуннин | 中宁县   | Zhōngníng xiàn | 3923    | 293 000       |                  |
| 3     | Уезд  | Хайюань | 海原县   | Hǎiyuán xiàn   | 6979    | 387 000       |                  |

## Экономика
В Чжунвэе активно развиваются индустрия облачных вычислений, солнечная и ветряная энергетика, туризм. По состоянию на 2025 год площадь выращивания арбузов в Чжунвэе составила 31,3 тыс. гектаров, а урожай достиг 1,15 млн тонн.